# Rhynchophanes mccownii
El escribano de McCown o arnoldo de McCown (Rhynchophanes mccownii) es una especie de ave paseriforme de la familia Calcariidae. Es una especie migratoria de las praderas de América del Norte. Anteriormente se clasificaba en el género Calcarius, pero ahora se clasifica en su propio género.

## Descripción
Mide en promedio 15 cm de longitud. Presentan dimorfismo sexual en verano. Los machos en época reproductiva tienen la cabeza predominantemente blanca, con mejillas y nuca gris, y corona y bigote negros. El resto de las partes ventrales son grises, con un parche negro en el pecho muy evidente. La espalda y las alas son pardas listadas, aunque característicamente los hombros son rojizos. El patrón de la cola también lo distingue de otros arnoldos; esta es blanca con una T negra invertida. Hay variación poblacional, y la tonalidad de gris puede variar.
Las hembras y los machos en invierno son de color pardo opaco, con rayas en la corona y algunas rayas en los flancos, resultando difícil distinguirlos de otras especies de su género, a no ser por el vientre gris y el patrón de la cola.

## Distribución y comportamiento
Se reproducen en las praderas del oeste de Canadá y el centro y norte de los Estados Unidos. Las hembras ponen 3 o 4 huevos en un nido en forma de cuenco, elaborado a partir de pasto sobre el suelo. El macho canta y vuela para marcar su territorio. Su canto es un trino melodioso y el llamado un cascabeleo seco. Ambos padres alimentan a la progenie. 
En invierno, migran a las praderas y desiertos del suroeste de los Estados Unidos y al noroeste de México (Sonora, Chihuahua, Durango). Su distribución, tanto en época reproductiva como invernal, se sobrelapa con la del arnoldo ventrinegro (C. ornatus), pero prefiere áreas más abiertas que éste.
Se alimentan de semillas e insectos. Suele buscar su alimento en el suelo, y fuera de la época reproductiva forma grupos alimenticios. Puede capturar insectos en vuelo.
Fue nombrado en honor del capitán John P. McCown (1815-1879), oficial estadounidense participante en la intervención en México.